# مالبری (کانزاس)
مالبری (به انگلیسی: Mulberry) شهری در ایالت کانزاس کشور ایالات متحده آمریکا است که جمعیت آن در سرشماری سال ۲۰۱۰ میلادی، ۵۲۰ نفر بوده‌است.